# Edificio de la Unión y el Fénix (Valladolid)
El edificio de La Unión y el Fénix es un edificio situado en la calle de Santiago de Valladolid. Fue construido en 1934 y es obra del arquitecto Benjamín Gutiérrez Prieto.

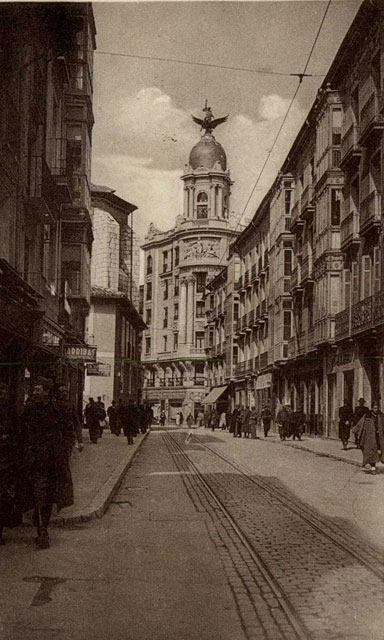
Imagen del edificio a principios del.

Situado en la esquina de las calles Constitución y Santiago, fue propiedad de la compañía de seguros La Unión y el Fénix Español, de la que toma su nombre. Es semejante al que la aseguradora construyó en Madrid en 1905, obra realizada por Jules y Raymond Février.
El edificio fue construido en estilo neobarroco y con ladrillo enfoscado. Cuenta con piso bajo, con portal y locales comerciales, entreplanta, cuatro pisos y la torre. Al estar situado en una esquina, Gutiérrez Prieto le dio forma redondeada definida por dos pares de columnas corintias que abarcan los tres primeros pisos, un relieve alegórico en el cuarto y otros dos pares de columnas más pequeñas en la torre.
Destaca el relieve, donde aparecen seis figuras alegóricas que representan la industria, la vida, el progreso, el comercio y la metalurgia. La cúpula peraltada con cubierta de pizarra está rematada por el emblema de la aseguradora: un ave fénix y un hombre con el brazo en alto. Además la fachada posee otras decoraciones menores, como motivos vegetales que se enroscan por sus paredes, además de relieves más pequeños que el principal y escudos del Ayuntamiento y la Segunda República.
En 2020 fue rehabilitado y reconvertido en apartamentos turísticos.